# Brisingidae
Famille
Les Brisingidae sont une famille d'étoiles de mer de l'ordre des Brisingida.

## origine du nom
Leur nom vient d'une légende nordique, celle du Collier des Brísingar. La plupart des brisingidées portent ainsi des noms associés aux divinités du panthéon nordique : Freyella, Odinella, Midgardia...

## Liste des genres
| Selon Zhang et al. 2023 : - genre Astrolirus Fisher, 1917 - genre Astrostephane Fisher, 1917 - genre Brisinga Asbjørnsen, 1856 - genre Brisingenes Fisher, 1917 - genre Colpaster Sladen, 1889 - genre Freyellaster Fisher, 1918 - genre Hymenodiscus Perrier, 1884 - genre Midgardia Downey, 1972 - genre Lokiella Zhang & Mah, 2023 - genre Parabrisinga Hayashi, 1943 - genre Stegnobrisinga Fisher, 1916 | Selon World Register of Marine Species (19 janvier 2015) : - genre Astrolirus Fisher, 1917 — 1 espèce - genre Astrostephane Fisher, 1917 — 2 espèces - genre Brisinga Asbjørnsen, 1856 — 19 espèces - genre Brisingaster Loriol, 1883 — 1 espèce - genre Brisingenes Fisher, 1917 — 4 espèces - genre Hymenodiscus Perrier, 1884 — 16 espèces - genre Midgardia Downey, 1972 — 1 espèce - genre Novodinia Dartnall, Pawson, Pope & B.J. Smith, 1969 — 13 espèces ___ - genre Odinella Fisher, 1940 — 1 espèce - genre Stegnobrisinga Fisher, 1916 — 3 espèces - genre Parabrisinga Hayashi, 1943 (nomen dubium) | Selon ITIS (19 janvier 2015) : - genre Astrocles — Placé parmi les Freyellidae par WoRMS - genre Astrolirus - genre Brisinga - genre Brisingella Fisher, 1917 — Synonyme de Hymenodiscus pour WoRMS - genre Craterobrisingia — Synonyme de Brisinga pour WoRMS - genre Freyella — Placé parmi les Freyellidae par WoRMS - genre Freyellaster — Placé parmi les Freyellidae par WoRMS - genre Odinia Perrier, 1885 |

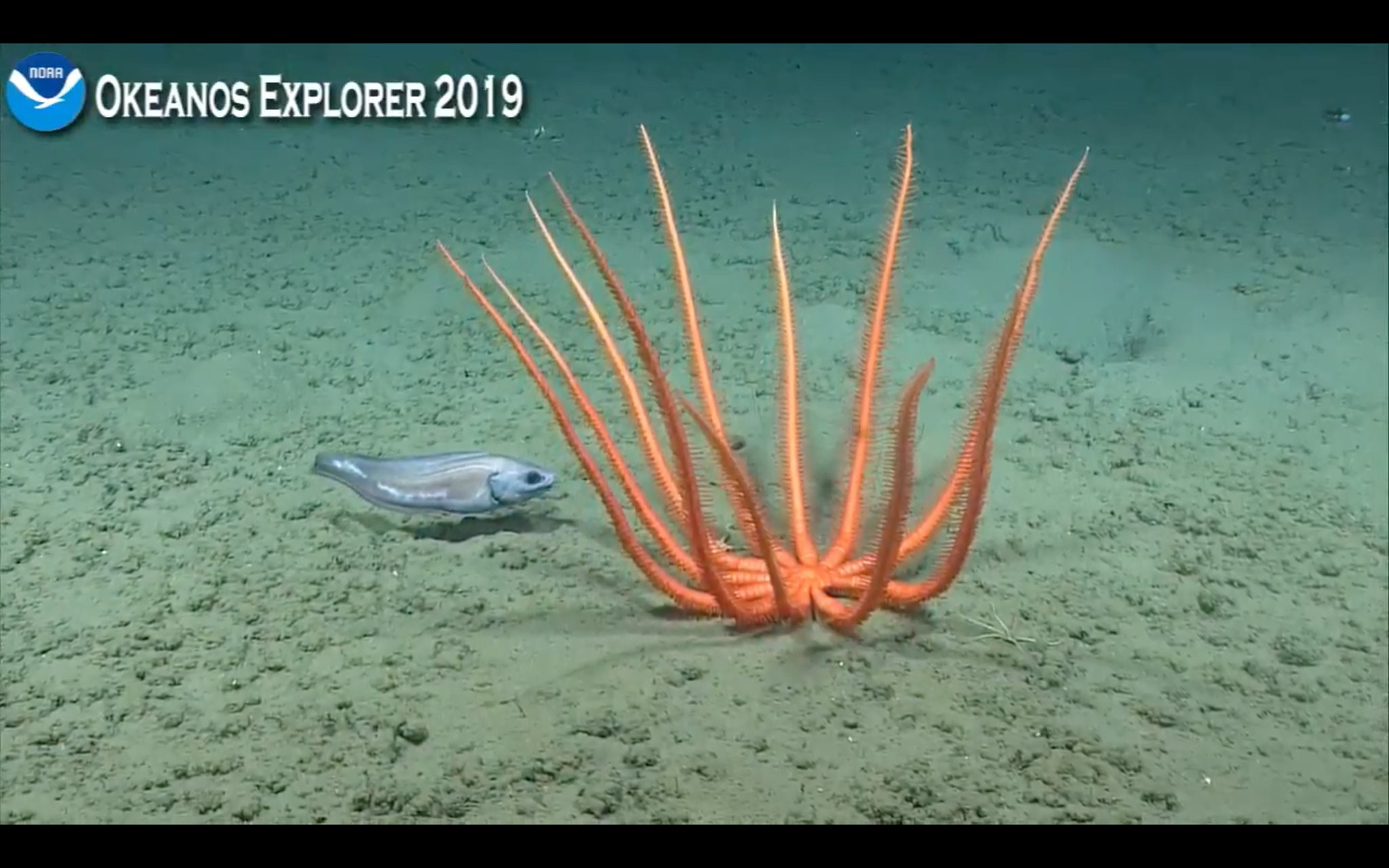
Une étoile brisingidée en position de chasse dans les abysses au large des États-Unis (observée par la mission Okeanos Explorer).

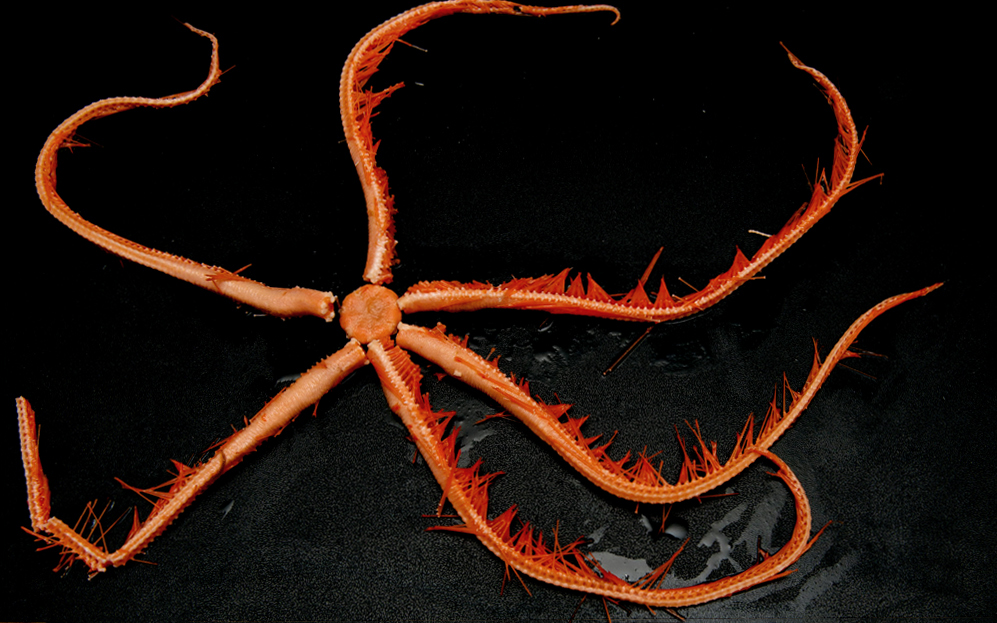
Astrolirus patricki
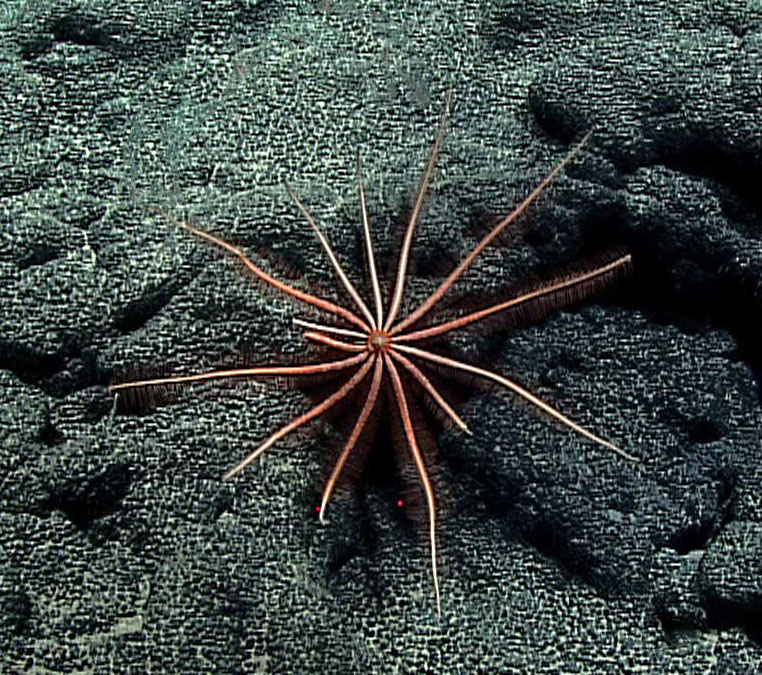
Brisinga panopla
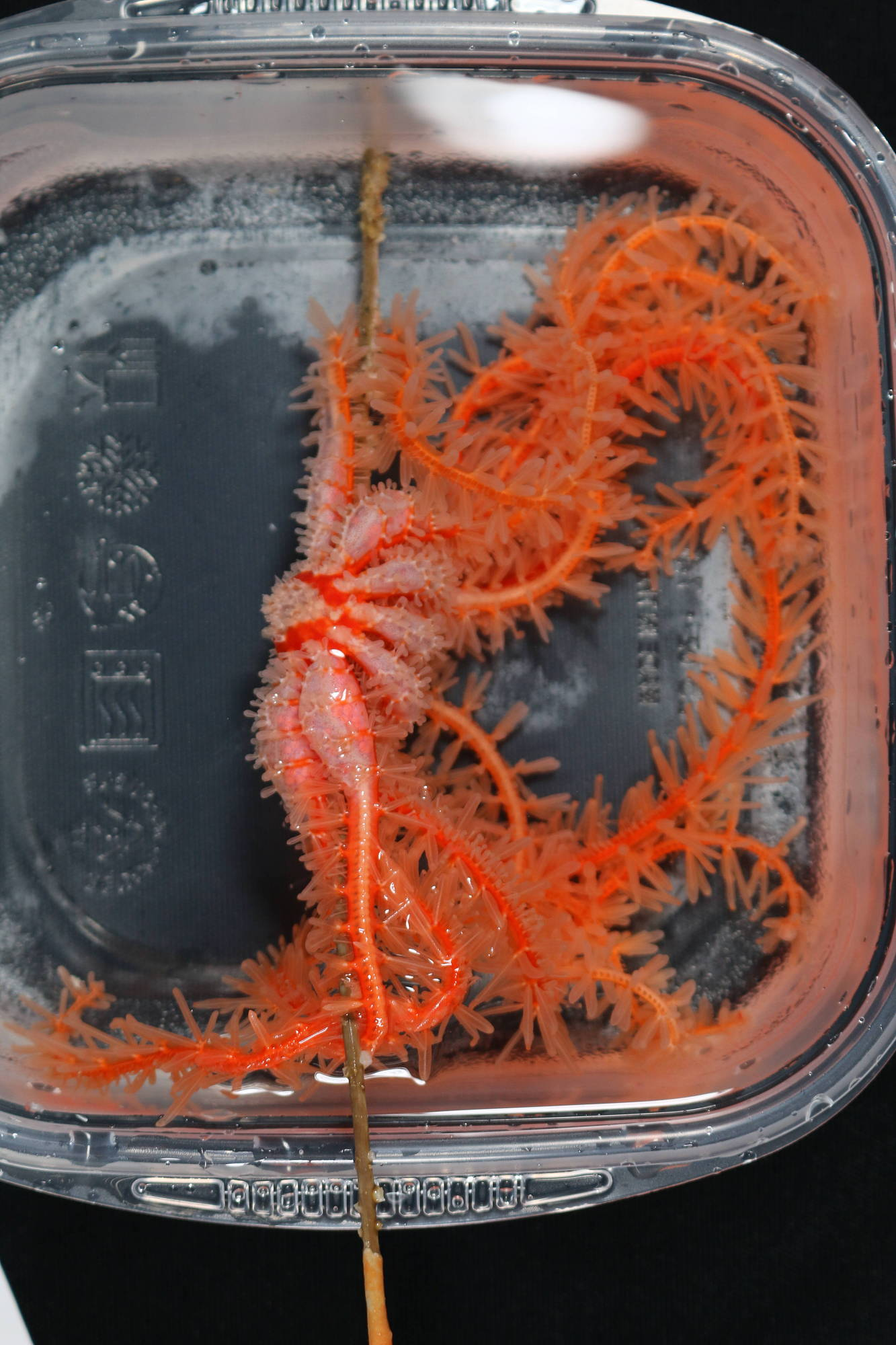
Brisingaster robillardi
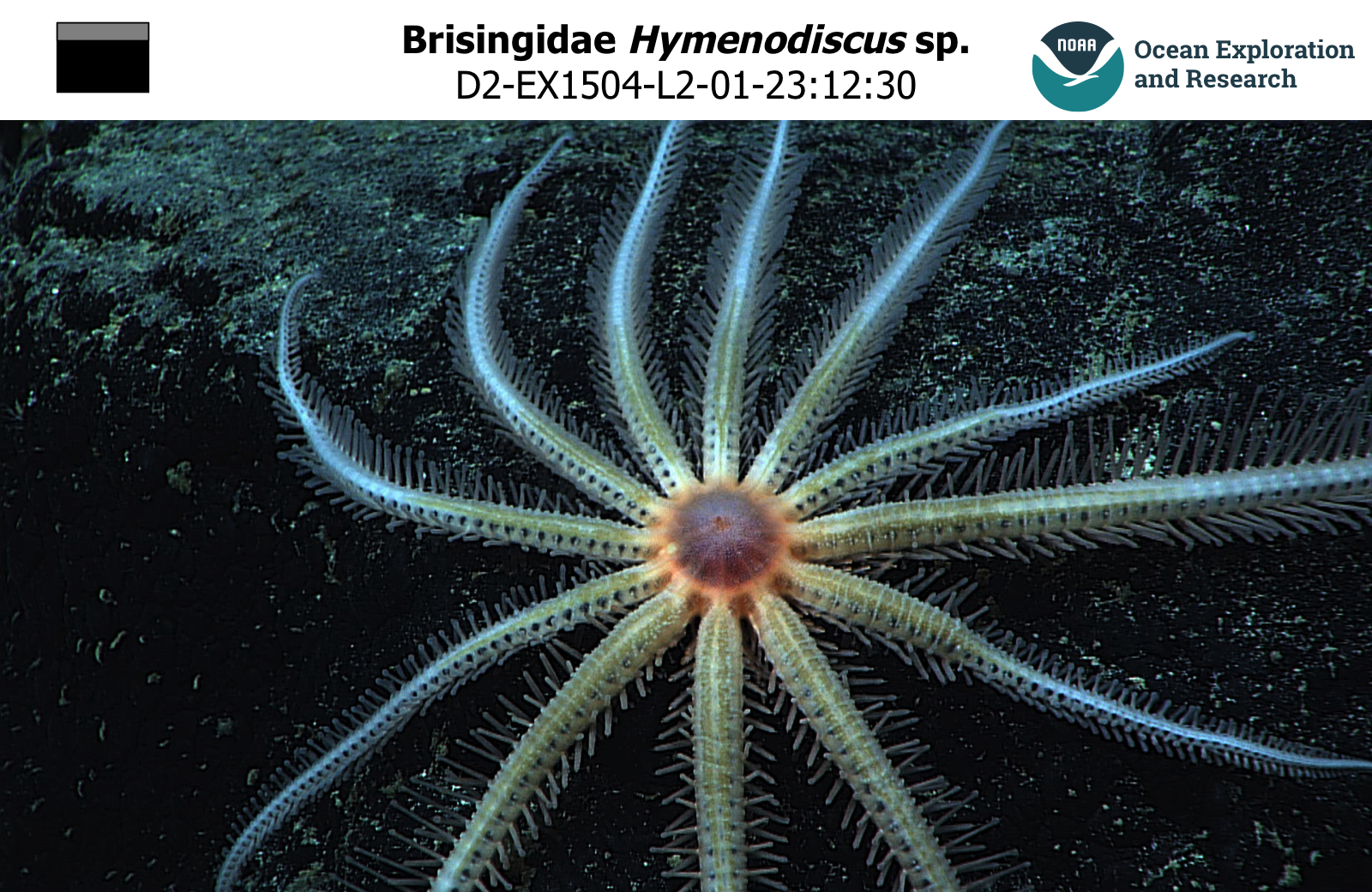
Hymenodiscus sp.
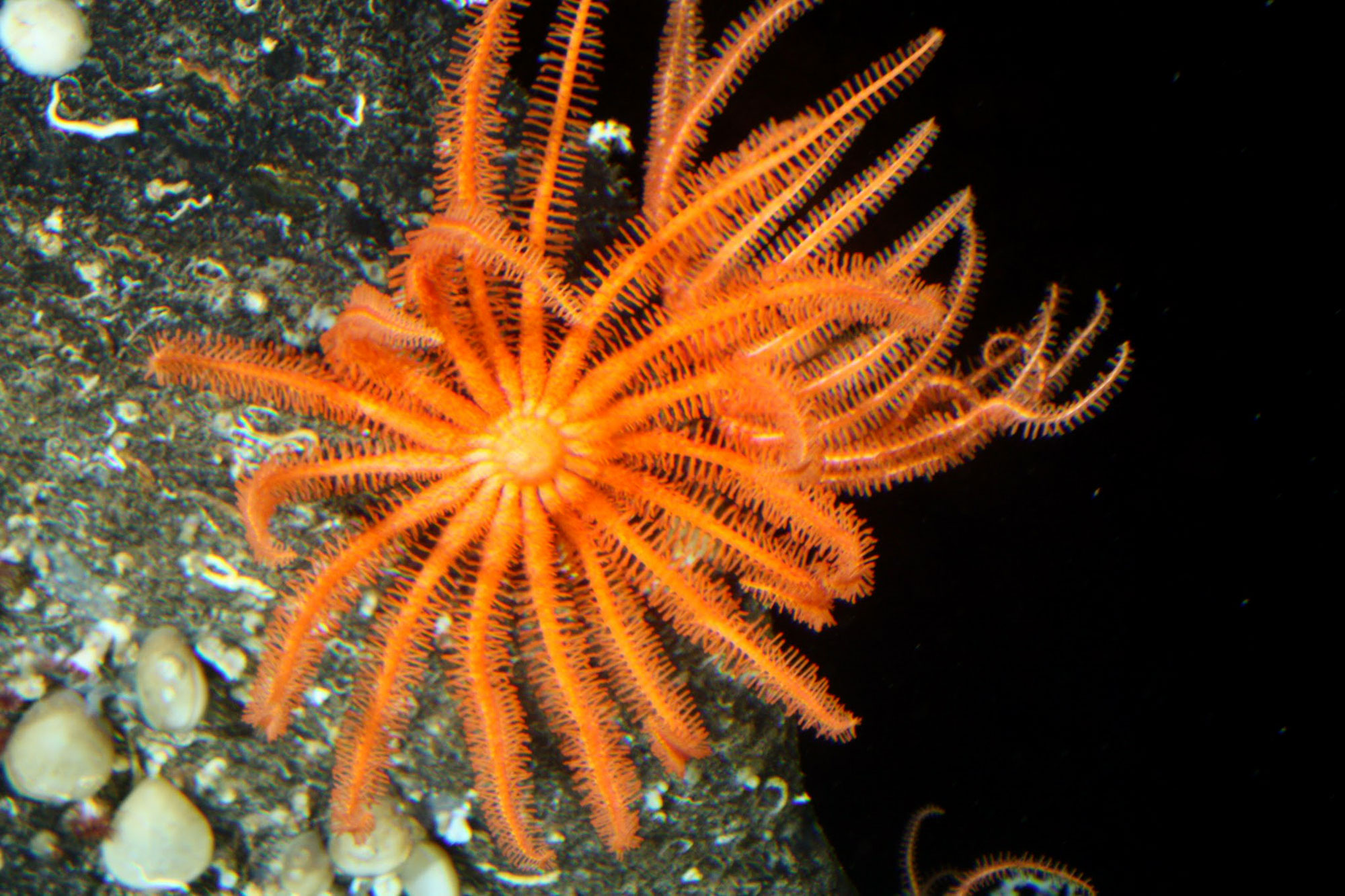
Novodinia antillensis
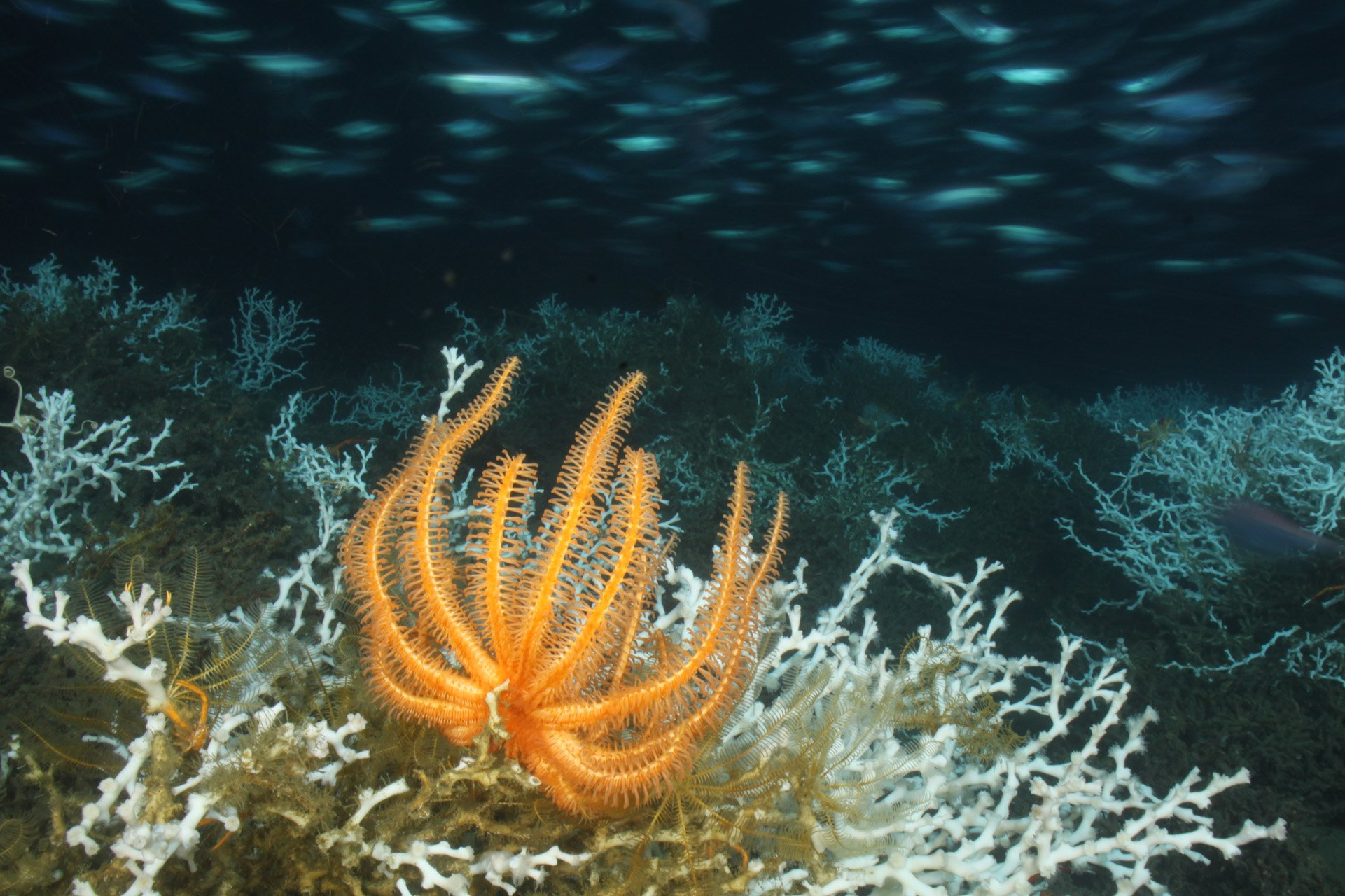
Novodinia antillensis
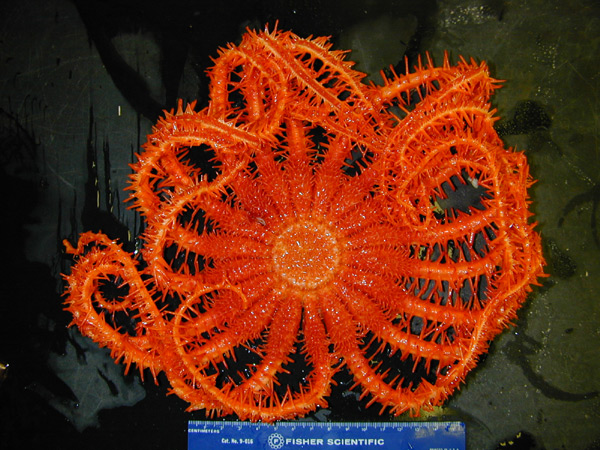
Novodinia sp.
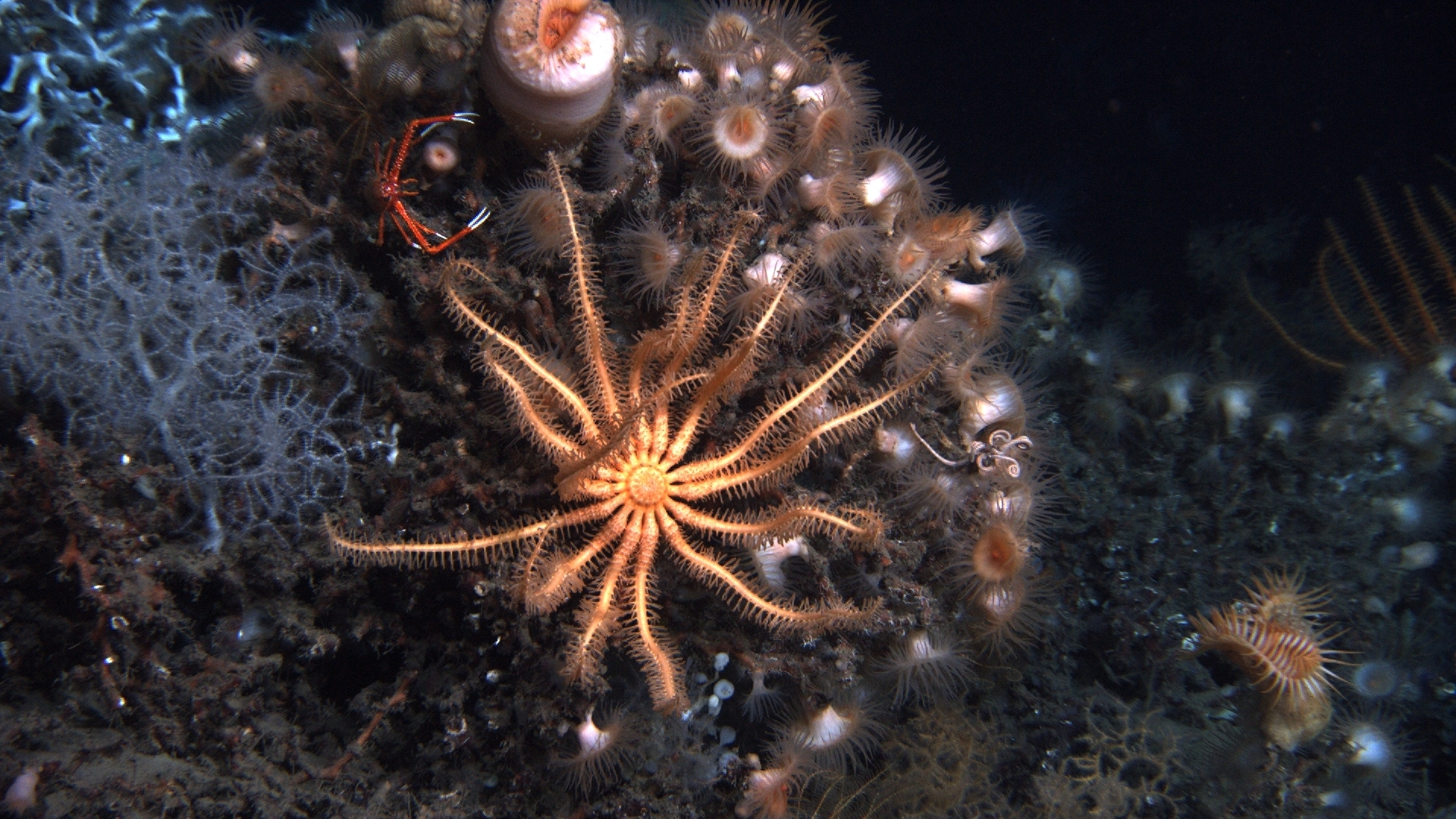
Novodinia sp.
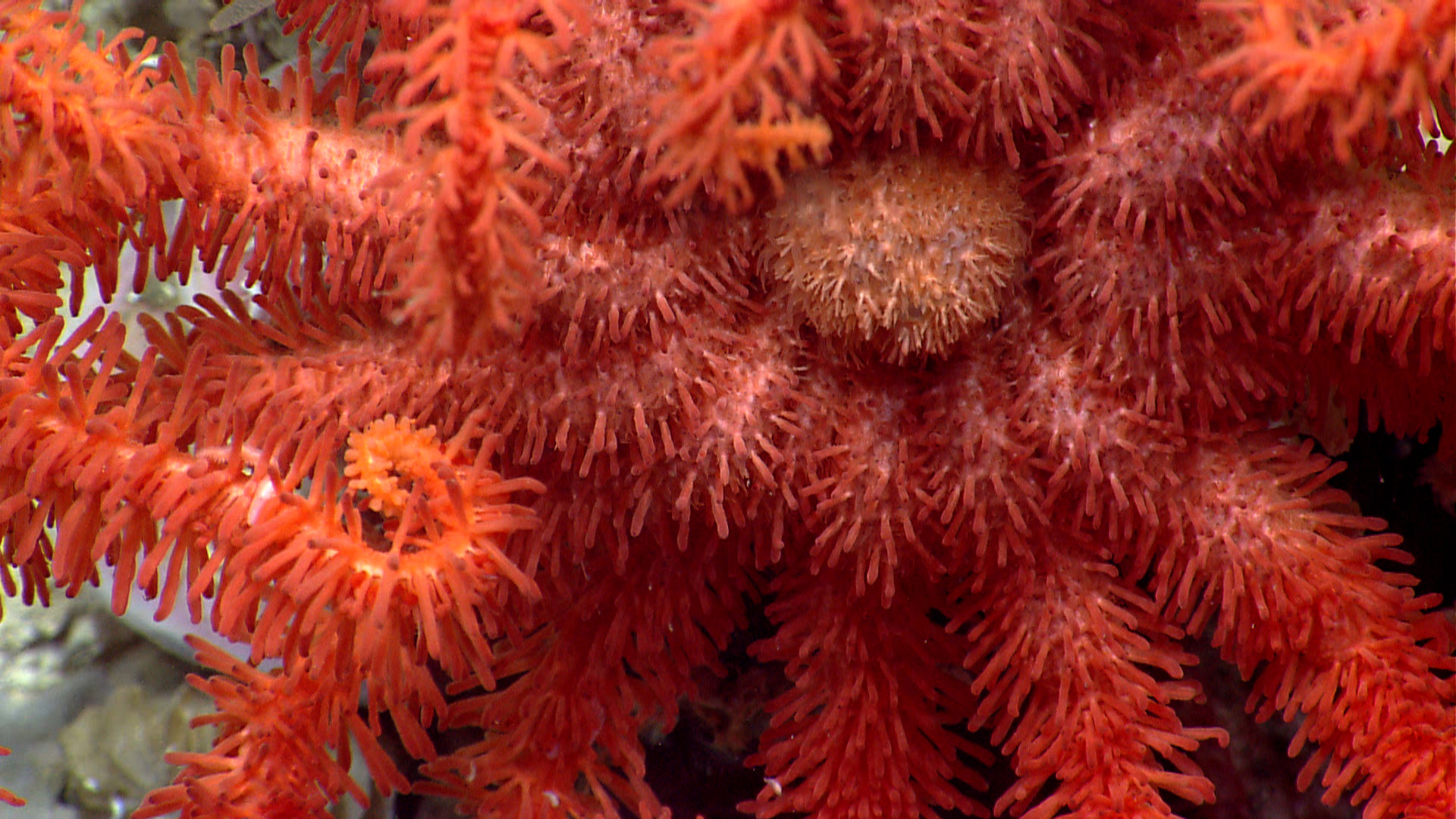
Zoom sur le disque central.